# Vez (anatomija)
Ligamènt ali véz je v anatomiji lahko:
- v obliki snopa ali ovojnice potekajoče vezivo, ki povezuje dve ali več kosti, hrustanec ali druge strukture,
- guba potrebušnice (peritoneja), ki daje oporo trebušnim organom,
- vrvici podoben ostanek žile ali katerekoli druge fetalne strukture, ki je izgubila svetlino.